# دویتشنویدورف
دویتشنویدورف (به آلمانی: Deutschneudorf) یک شهر در آلمان است که در ارتسگبیرگسکرایس واقع شده‌است. دویتشنویدورف ۱٬۱۷۰ نفر جمعیت دارد.